# Васильевка (Бессоновский район)
Васильевка — деревня в Бессоновском районе Пензенской области России. Входит в состав Сосновского сельсовета.

## География
Деревня находится в центральной части Пензенской области, в пределах западных склонов Приволжской возвышенности, в лесостепной зоне, на левом берегу реки Вяди, вблизи места впадения в неё реки Отвель, на расстоянии примерно 13 километров (по прямой) к востоку от села Бессоновки, административного центра района. Абсолютная высота — 157 метров над уровнем моря.
Климат
Климат характеризуется как умеренно континентальный, с жарким летом и холодной продолжительной зимой. Средняя температура воздуха самого холодного месяца (января) составляет −12 °C; самого тёплого месяца (июля) — 20 °C. Годовое количество атмосферных осадков составляет около 500 мм. Снежный покров держится в среднем в течение 148 дней в году.

## История
Основана в начале XX века и первоначально называлась Васильевский хутор. К 1930 году в черту Васильевки вошло 6 посёлков, одновременно являвшихся земельными обществами. По данным на 1926 год, совокупная численность населения включённых посёлков составляла 186 человек. Позднее в черту деревни был включён посёлок Селикса.
Согласно данным на 1930 год Васильевка являлась центром 2-го Васильевского сельсовета Пензенского района. Числилось 108 хозяйств. В 1955 году — в составе Мертовщинского сельсовета. В 80-х годах XX века в деревне находилась центральная усадьба Васильевской птицефабрики.

## Население
| 2010 |
| ---- |
| 183  |

Половой состав
По данным Всероссийской переписи населения 2010 года в гендерной структуре населения мужчины составляли 44,3 %, женщины — соответственно 55,7 %.
Национальный состав
Согласно результатам переписи 2002 года, в национальной структуре населения мордва составляла 66 % из 146 чел.; русские — 34 %. Согласно переписи 2010 года русских 52 %, мордвы — 42 %.

## Улицы
Уличная сеть деревни состоит из двух улиц:
- ул. Дачная
- ул. Центральная